# Shehzana Anwar
Shehzana Anwar (Nairobi, 21 augustus 1989) is een Keniaans boogschutster en official.

## Carrière
Anwar nam in 2016 deel aan de Olympische Spelen en verloor in de eerste ronde. Ze werd een keer Afrikaans kampioen en behaalde nog enkele top tien plaatsen.
Ze was vlaggendraagster voor haar land op de Spelen.

## Erelijst

### Afrikaans kampioenschap
- 2016:  Windhoek (individueel)